# برنارد دوارتي
برنارد كالديرا دوارتي (بالبرتغالية: Bernard‏) من مواليد 8 سبتمبر 1992 في بيلو هوريزونتي، هو لاعب كرة قدم برازيلي لعب لصالح منتخب البرازيل لكرة القدم كلاعب وسط. سبق له أن لعب في كأس العالم لكرة القدم مع منتخب بلاده.

## روابط خارجية
- برنارد دوارتي على موقع الاتحاد الدولي (مؤرشف)  (الإنجليزية)
- برنارد دوارتي على موقع الاتحاد الأوربي (الإنجليزية)
- برنارد دوارتي على موقع اتحاد أوكرانيا (الإنجليزية)
- برنارد دوارتي على موقع قاعدة بيانات كرة القدم.إي يو (الإنجليزية)
- برنارد دوارتي على موقع ليكيب (الفرنسية)
- برنارد دوارتي على موقع ناشيونال فوتبول تيمز (الإنجليزية)
- برنارد دوارتي على موقع Soccerbase.com (لاعب) (الإنجليزية)
- برنارد دوارتي على موقع Soccerway.com (الإنجليزية)
- برنارد دوارتي على موقع عالم كرة القدم.نت (الإنجليزية)
- برنارد دوارتي على موقع AS.com (الإسبانية)